# Joanna Sakowicz-Kostecka
Joanna Sakowicz-Kostecka (ur. 1 maja 1984 w Krakowie) – polska tenisistka. Absolwentka Liceum Mistrzostwa Sportowego w Krakowie, absolwentka Akademii Wychowania Fizycznego w Krakowie, komentator sportowy.

## Kariera tenisowa

### Początki
Zaczęła grać w wieku sześciu lat, po tym gdy podczas wakacji spędzonych w Kalifornii miała okazję oglądać trenujące tenisa dzieci. Jest dwukrotną mistrzynią Polski z kortów otwartych (1999 i 2003) oraz trzykrotną z hali (2000, 2002 i 2004). W roku 2000 zdobyła brązowy medal w indywidualnych Mistrzostwach Europy juniorek do lat 16 w Hatfield. Od roku 2000 reprezentowała Polskę w Pucharze Federacji. Już w maju 2001 roku, przebijając się wcześniej przez eliminacje, wygrała swój pierwszy turniej ITF – PKO BP Ursynów Cup. Natomiast w lipcu 2002 roku triumfowała w Rabacie, w innej imprezie z tego cyklu. Miesiąc wcześniej w Tallinnie zwyciężyła w deblu z Czeszką Petrą Cetkovską. W roku 2002, podczas turnieju z cyklu WTA Tour – Idea Prokom Open, dotarła do 1/8 finału pokonując sklasyfikowaną na 35. miejscu na świecie Hiszpankę Cristinę Torrens-Valero. Jesienią, z reprezentacją Polski zdobyła złoty medal w Drużynowych Mistrzostw Europy seniorek w Ostrawie. Pokonała tam m.in. zajmującą wówczas 22. miejsce w rankingu WTA Greczynkę Eleni Daniilidu.
Kolejne udane występy w mistrzostwach kraju i pewne zwycięstwa nad innymi polskimi tenisistkami wskazywały na to, że Sakowicz będzie się stopniowo piąć w rankingu WTA i jako pierwsza Polka od czasów Magdaleny Grzybowskiej wejdzie do czołowej setki. Jednak w latach 2003–2004 zmagała się z problemami zdrowotnymi, które spowodowały jej spadek w rankingu. Powroty po dłuższych przerwach w grze nie były zbyt udane. Najlepszy wynik w 2004 roku osiągnęła w turnieju ITF w niemieckim Garching, dochodząc do ćwierćfinału, podobnie jak jesienią w Glasgow i Sunderlandzie. W Glasgow osiągnęła tę samą fazę również w deblu, w którym jej partnerką była Niemka Anca Barna.

### Sezon 2005
Na początku 2005 roku zmagała się z kontuzją przyczepów mięśnia krawieckiego, która poważnie ograniczyła jej wiosenny kalendarz startowy. W kwietniu znalazła się w składzie reprezentacji Polski na rozgrywki o Puchar Federacji w Grupie I Strefy Euroafrykańskiej. Tam jednak przegrała trzy pojedynki singlowe: z Holenderką Elise Tamaleą, Anne Kremer z Luksemburga i Szwedką Johanną Larsson. Początek lata przyniósł zwyżkę formy Joanny Sakowicz, która na mistrzostwach Polski seniorek we Wrocławiu bez straty seta doszła do finału, jednak w pojedynku decydującym o tytule przegrała 6:4, 2:6, 5:7 z Karoliną Kosińską.
Po udanym występie we Wrocławiu osiągnęła finał w turnieju ITF Bella Cup, przegrywając decydujący pojedynek z Aną Timotić z Serbii i Czarnogóry. Także w deblu wystąpiła w toruńskim finale, razem z Zuzaną Hejdovą. W lipcu Sakowicz osiągnęła ćwierćfinał turnieju ITF we francuskim Les Contamines. Jesień 2005 roku przyniosła jej jeden z najlepszych okresów w karierze. W październiku osiągnęła ćwierćfinał w Bolton i półfinał w Jersey, a w listopadzie odpadła w ćwierćfinale w Pruchonicach, ale po powrocie do kraju dotarła już do finału opolskiego Hart Open. W Zawadzie pod Opolem przegrała dopiero z Ukrainką Oksaną Lubcową. Na początku grudnia Sakowicz wystąpiła w kolejnym finale, tym razem w czeskim Prerovie, gdzie wygrała decydujący pojedynek 6:4, 6:4 z Czeszką Lucie Hradecką. To trzeci tytuł tenisistki PZT Prokom Team.

### Sezon 2006
Początek 2006 roku przyniósł Sakowicz półfinał halowego turnieju ITF w angielskim St. Peter, a pod koniec kwietnia osiągnęła drugą rundę eliminacji do warszawskiego turnieju WTA – J&S Cup, ale tu przegrała z Ukrainką Juliją Wakułenko. Pod koniec maja wystartowała w eliminacjach do wielkoszlemowej imprezy na kortach ziemnych im. Rolanda Garrosa, gdzie wygrała dwa pojedynki: z Cipporą Obziler z Izraela i Czeszką Michaelą Paštikovą, ale w meczu o awans do turnieju głównego przegrała 6:3, 3:6, 0:6 z Białorusinką Wiktoryją Azaranką. Miesiąc później nie powiodło jej się na wimbledońskiej trawie, gdzie odpadła w pierwszej rundzie kwalifikacji. Po powrocie z Londynu wystąpiła w mistrzostwach Polski seniorek we Wrocławiu, gdzie skreczowała w wyniku kontuzji podczas ćwierćfinałowego pojedynku z Magdaleną Kiszczyńską. W kolejnym tygodniu bez straty seta osiągnęła finał toruńskiego turnieju ITF – Bella Cup, w którym przegrała 0:6, 2:6 ze Słowenką Andreją Klepač. W sierpniu bardzo dobrze zaprezentowała się w turnieju w Stuttgarcie, gdzie dotarła do półfinału. W drodze do niego pokonała Słowaczkę Jarmilę Gajdošovą, która w tym czasie sklasyfikowana była na 85. miejscu w rankingu WTA.

### Sezon 2007
W pierwszej rundzie eliminacji wielkoszlemowego turnieju Australian Open przegrała z Ágnes Szávay, ulegając jej w trzecim secie 6:8. Na turnieju w Antwerpii doszła do drugiej rundy eliminacji, tam jednak lepsza okazała się Wiera Duszewina. Pod koniec kwietnia 2007 przegrała w pierwszej rundzie kwalifikacji do J&S Cup, ponownie z Duszewiną.

## Życie prywatne
W 2008 roku Joanna Sakowicz zmieniła stan cywilny, wychodząc za mąż za Michała Kosteckiego – również tenisistę i trenera tenisa z którym ma córkę Barbarę, która również trenuje tenisa (w 2023 zdobyła mistrzostwo Polski w singlu i deblu w kategorii do 14 lat). 
Jej hobby to lotnictwo cywilne oraz projektowanie mody. Jej ulubioną dyscypliną sportu (oprócz tenisa) jest pływanie.

## Wygrane turnieje rangi ITF
| turnieje z pulą nagród 100 000 $ |
| turnieje z pulą nagród 75 000 $  |
| turnieje z pulą nagród 50 000 $  |
| turnieje z pulą nagród 25 000 $  |
| turnieje z pulą nagród 15 000 $  |
| turnieje z pulą nagród 10 000 $  |

### Gra pojedyncza
|    | Data       | Turniej  | Kat. | ($)    | Naw.     | Finalistka      | Wynik         |
| 1. | 03/06/2001 | Warszawa | ITF  | 10 000 | twarda   | Raluca Ciochina | 1:6, 6:2, 6:1 |
| 2. | 07/07/2002 | Rabat    | ITF  | 10 000 | ziemna   | Olga Kałużna    | 6:3, 6:2      |
| 3. | 11/12/2005 | Przerów  | ITF  | 25 000 | dywanowa | Lucie Hradecká  | 6:4, 6:4      |

### Gra podwójna
|    | Data       | Turniej | Kat. | ($)    | Naw.   | Partnerka       | Mistrzynie                    | Wynik        |
| 1. | 23/06/2002 | Tallinn | ITF  | 25 000 | ziemna | Petra Cetkovská | Petra Russegger Stefanie Weis | 6:2, 4:6,6:4 |